# بلایز داف
بلایز داف (انگلیسی: Blythe Duff؛ زادهٔ ۲۵ نوامبر ۱۹۶۲) بازیگر اهل بریتانیا است. وی از سال ۱۹۸۴ میلادی تاکنون مشغول فعالیت بوده‌است.
از فیلم‌ها یا مجموعه‌های تلویزیونی که وی در آن‌ها نقش داشته‌است، می‌توان به تاگارت اشاره نمود.